# USA Rugby
USA Rugby es la unión reguladora del rugby en Estados Unidos desde 1975. Está afiliada al Comité Olímpico Estadounidense y a diversas federaciones internacionales del deporte. Está integrada por 13 Uniones Geográficas, cada una de ellas alcanza desde una porción de un estado hasta varios de ellos, también existen Uniones Territoriales y Uniones Locales.

## Reseña histórica
En Chicago, en septiembre de 1975 se crea la United States of America Rugby Football Union (USARFU) con la presencia de 4 uniones regionales: Eastern RFU, Midwest RFU, Western RFU y Pacific Coast RFU.
La afiliación a World Rugby (WR) se dio junto a su vecino Rugby Canadá en 1987.
En 1991 funda la Asociación Panamericana de Rugby con las uniones de Argentina, Bahamas, Bermudas, Brasil, Canadá, Chile, Jamaica, México, Trinidad y Tobago y Uruguay. 10 años más tarde también funda la Rugby Americas North que alcanza a América del Norte y al Caribe, una de las seis asociaciones regionales de WR.
Es miembro de la Rugby Americas North (RAN) desde su fundación en 2001. Esta institución es el organismo que nuclea a los países norteamericanos y caribeños.